# Dominique Ristori

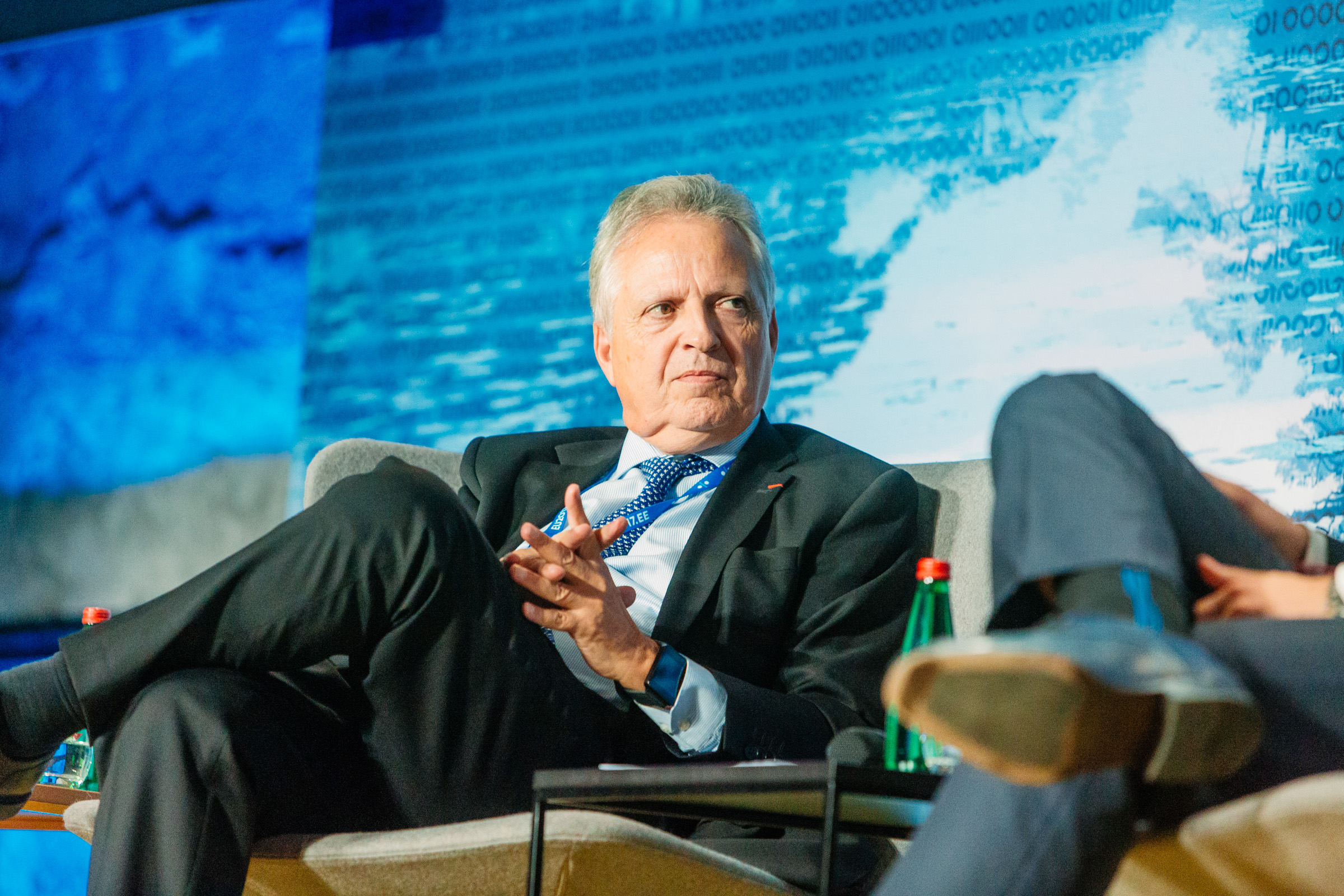
Dominique Ristori (2017)

Dominique Ristori (* 12. März 1952 in Toulon) ist ein ehemaliger französischer EU-Beamter und war von 2014 bis Juli 2019 Generaldirektor der Generaldirektion Energie der Europäischen Union.
Dominique Ristori studierte in Nizza und dann in Paris am Institut für politische Studien mit Abschluss 1975. Er trat 1978 in den Dienst der Europäischen Kommission ein. Zunächst war er in der Generaldirektion Unternehmenspolitik tätig, wechselte dann von 1996 bis 1999 als Direktor für die europäische Energiepolitik zur Generaldirektion Energie, anschließend ab 2000 als Direktor für Allgemeine Angelegenheiten und Ressourcen zur Generaldirektion Energie und Verkehr. Von 2006 bis 2010 amtierte er als stellvertretender Generaldirektor dieser Abteilung, danach von 2010 bis 2013 als Generaldirektor der Gemeinsamen Forschungsstelle. Er übernahm im Januar 2014 die Leitung der Generaldirektion Energie. Zum 31. Juli 2019 trat er in den Ruhestand.